# Niederöd (Isen)
Niederöd ist ein Gemeindeteil des Marktes Isen im oberbayerischen Landkreis Erding. 

## Lage
Die Einöde Niederöd liegt 1,1 Kilometer westlich des Isener Marktplatzes in der Gemarkung Westach. 

## Geschichte
Niederöd wurde 1556 erstmals erwähnt. Der Ort gehörte ursprünglich zur Obmannschaft Bachleiten in der freisingischen Herrschaft Burgrain. Durch die Säkularisation gelangte die Herrschaft Burgrain in den Besitz Kurpfalz-Bayerns (ab 1806 Königreich Bayern). Seit dem bayerischen Gemeindeedikt von 1818 war Niederöd ein Teil der Gemeinde Westach. Im Rahmen der bayerischen Gebietsreform von 1972 schloss sich die damalige Gemeinde Westach am 1. April 1971 dem Markt Isen an.

## Bevölkerungsentwicklung

Dellerl 1, westlich von Niederöd

Niederöd bestand im Jahr 1739 aus einem Anwesen. Um 1871 gab es in Niederöd sechs Einwohner, in Deller vier und in Holzweber drei. Inzwischen werden die Einwohner von Deller und Holzweber bei Volkszählungen nicht mehr gesondert erfasst. Im Mai 1987 lebten in Niederöd zwei Einwohner in einem Wohngebäude.
| Jahr                   | 1871 | 1925 | 1950 | 1970 | 1987 |
| Einwohner in Niederöd  | 6    | 6    | 5    | 5    | 2    |
| Einwohner in Deller    | 4    | 4    | 3    |      |      |
| Einwohner in Holzweber | 3    |      |      |      |      |